# Equazione di Nernst

Pila galvanica

In elettrochimica, l'equazione di Nernst esprime il potenziale di riduzione {\displaystyle (E)}, relativamente al potenziale di riduzione standard {\displaystyle (E^{\circ })}, di un elettrodo o di un semielemento o di una coppia redox di una pila. In altre parole serve per calcolare il potenziale dell'elettrodo in condizioni diverse da quelle standard. L'equazione prende il nome dal chimico tedesco Walther Nernst.

## Forma generale dell'equazione
L'equazione di Nernst può essere espressa in generale come:
{\displaystyle E=E^{\circ }+{\frac {RT}{nF}}\ln \left({\frac {\Pi \left(a_{\mbox{i,ox}}^{\nu _{ox}}\right)}{\Pi \left(a_{\mbox{i,red}}^{\nu _{red}}\right)}}\right)}
dove:
- {\displaystyle R} è la costante dei gas, uguale a {\displaystyle 8,3144626\,\ \mathrm {J\cdot K^{-1}\cdot mol^{-1}} } oppure {\displaystyle 0,082057338\,\ \mathrm {L\cdot atm\cdot mol^{-1}\cdot K^{-1}} } oppure {\displaystyle 0,083144626\,\ \mathrm {L\cdot bar\cdot mol^{-1}\cdot K^{-1}} } (l'impiego del bar per la pressione è raccomandato dalla IUPAC);
- {\displaystyle T} è la temperatura assoluta in Kelvin;
- {\displaystyle a_{\mathrm {i,red} }} è l'attività chimica della specie {\displaystyle i}-esima in forma ridotta, ovvero a destra della freccia nella semireazione di riduzione;
- {\displaystyle a_{\mathrm {i,ox} }} è l'attività chimica della specie {\displaystyle i}-esima in forma ossidata, ovvero a sinistra della freccia nella semireazione di riduzione;
- {\displaystyle \nu _{red}} e {\displaystyle \nu _{ox}} sono i coefficienti stechiometrici di ciascuna specie;
- {\displaystyle n} è il numero di elettroni trasferiti nella semireazione;
- {\displaystyle F} è la costante di Faraday, uguale a {\displaystyle 96485,3365\,\mathrm {C\cdot mol^{-1}} };
- {\displaystyle E^{\circ }} è il potenziale standard di riduzione della specie.

Per soluzioni non troppo concentrate, la relazione si può esprimere attraverso le concentrazioni. Inoltre, raggruppando i termini costanti, tenendo conto del fattore di conversione da logaritmo naturale a logaritmo decimale, pari a ln 10 = 2,30258509299..., e riferendosi alla temperatura standard di 298,15 K (25 °C), si ottiene il coefficiente 0,059159347... J/C, ossia volt, per cui l'espressione semplificata diventa:
{\displaystyle E=E^{\circ }+{\frac {0,\!05916}{n}}\log {\frac {\Pi [{\mbox{ox}}]_{i}^{\nu _{ox}}}{\Pi [{\mbox{red}}]_{i}^{\nu _{red}}}}}
dove:
- {\displaystyle \left[\mathrm {red} \right]_{i}} è la concentrazione di quantità di sostanza della specie {\displaystyle i}-esima in forma ridotta, ovvero a destra della freccia nella semireazione di riduzione
- {\displaystyle \left[\mathrm {ox} \right]_{i}} è la concentrazione di quantità di sostanza della specie i-esima in forma ossidata, ovvero a sinistra della freccia nella semireazione di riduzione.

Ad esempio, per una semireazione di riduzione del tipo:
{\displaystyle aA+bB+ne^{-}\to cC+dD}
l'equazione di Nernst corrispondente assume la forma seguente:
{\displaystyle E=E^{\circ }+{\frac {0,05916}{n}}\log {\frac {[A]^{a}[B]^{b}}{[C]^{c}[D]^{d}}}}
L'equazione si imposta sempre nello stesso modo, ovvero riferendosi alla semireazione di riduzione, indipendentemente che la coppia redox subisca la semireazione di riduzione o di ossidazione nella reazione redox complessiva.

## Esempi
- Si prenda la seguente semireazione di riduzione:

{\displaystyle {\ce {Cu^{2+}\ + \ 2e- -> Cu(s)}}}
L'equazione di Nernst corrispondente è:

{\displaystyle E=E^{\circ }+\left({\frac {0,05916}{2}}\right)\log \mathrm {[Cu^{2+}]} }
Si noti che la concentrazione molare (e anche l'attività) del rame solido {\displaystyle {\ce {Cu (s)}}} è per definizione pari a 1 per cui non la si riporta nell'equazione.
- Si consideri ora un'altra semireazione di riduzione:

{\displaystyle {\ce {MnO4- \ + \ 8H+ + 5e- -> Mn^{2+}\ + \ 4H2O}}}
L'equazione di Nernst corrispondente è:
{\displaystyle E=E^{\circ }+\left({\frac {0,05916}{5}}\right)\log \mathrm {\left({\frac {[MnO_{4}^{-}][H^{+}]^{8}}{[Mn^{2+}]}}\right)} }
Si noti che la concentrazione molare (e anche l'attività) dell'acqua è 1 per definizione per cui non si riporta nell'equazione. Si noti anche che nell'equazione non si riportano solo le due specie redox ossidate e ridotte ({\displaystyle {\ce {MnO_4-}}} e {\displaystyle {\ce {Mn^{2+}}}}), ma tutte le specie ioniche della semireazione, compreso lo ione {\displaystyle {\ce {H+}}}, elevato al suo coefficiente stechiometrico (8).
- Si consideri adesso la precedente semireazione espressa però come semireazione di ossidazione:

{\displaystyle {\ce {Mn^{2+}\ + \ 4H2O -> MnO4- + 8H+ + 5e-}}}
In questo caso l'equazione di Nernst corrispondente viene così espressa:
{\displaystyle E=E^{\circ }-\left({\frac {0,05916}{5}}\right)\log \mathrm {\left({\frac {[MnO_{4}^{-}][H^{+}]^{8}}{[Mn^{2+}]}}\right)} }
Si sottolinea che in questo caso {\displaystyle E^{\circ }} è il potenziale standard di ossidazione (stesso valore ma segno opposto rispetto a quello di riduzione).

## Derivazione termodinamica dell'equazione di Nernst
L'equazione di Nernst si fonda su basi termodinamiche.
Si consideri la generica semireazione di riduzione:
{\displaystyle \mathrm {Me} ^{n+}+ne^{-}\to \mathrm {Me} },
dove una specie ossidata {\displaystyle \mathrm {Me} ^{n+}} acquisisce un numero {\displaystyle n} di elettroni dando la specie ridotta {\displaystyle {\ce {Me}}}.
A una tale reazione compete una variazione di energia libera di Gibbs di reazione pari a
{\displaystyle \Delta G=\Delta G^{\circ }+R\,T\,\mathrm {ln} {\frac {a_{\mathrm {Me} }}{a_{\mathrm {Me} ^{n+}}}}}.
L'energia libera è legata al lavoro utile e, nel caso del lavoro elettrico, vale la relazione:
{\displaystyle \Delta G=-nF\Delta E\ }.
Tutti i potenziali di riduzione standard e non ({\displaystyle E^{\circ }} ed {\displaystyle E}) sono sempre riferiti all'elettrodo standard a idrogeno che ha valore {\displaystyle E^{\circ }=0} per definizione. Si ha quindi che {\displaystyle \Delta E=E} e {\displaystyle \Delta E^{\circ }=E^{\circ }}. È quindi possibile scrivere
{\displaystyle \Delta G=-nFE\ }.
A questo punto, se si eguagliano le due espressioni per il {\displaystyle \Delta G}, si ricava
{\displaystyle \Delta G^{\circ }+R\,T\,\mathrm {ln} {\frac {a_{\mathrm {Me} }}{a_{\mathrm {Me} ^{n+}}}}=-nFE}.
Volendo isolare il potenziale di riduzione, si ottiene:
{\displaystyle E=-{\frac {\Delta G^{\circ }}{nF}}-{\frac {R\,T\,}{nF}}\ln {\frac {a_{\mathrm {Me} }}{a_{\mathrm {Me} ^{n+}}}}}.
Il termine {\displaystyle -{\frac {\Delta G^{\circ }}{nF}}} è una costante a temperatura costante e rappresenta il potenziale standard di riduzione {\displaystyle E^{\circ }}. Nel caso preso in esempio, rappresentando {\displaystyle \mathrm {Me} ^{n+}} ioni metallici e {\displaystyle {\ce {Me}}} il metallo ridotto allo stato solido, considerando che l'attività di un solido puro è unitaria si ricava:
{\displaystyle E=E^{\circ }-{\frac {R\,T\,}{nF}}\ln {\frac {1}{a_{\mathrm {Me} ^{n+}}}}},
ovvero
{\displaystyle E=E^{\circ }+{\frac {R\,T\,}{nF}}\ln {a_{\mathrm {Me} ^{n+}}}}.
Da quest'ultima, nella forma generalizzata
{\displaystyle E=E^{\circ }+{\frac {R\,T\,}{nF}}\mathrm {ln} {\frac {a_{ox}}{a_{red}}}}
si ottiene l'equazione di Nernst finale descritta sopra (dove i coefficienti stechiometrici sono in questo caso unitari).